# Aleksej Alekseevič German
Aleksej Alekseevič German (in russo Алексей Алексеевич Герман?; Mosca, 4 settembre 1976) è un regista e sceneggiatore russo.
È spesso accreditato come Aleksej German Jr., per non confondersi con suo padre, Aleksej Jur'evič German.
Ha vinto il Leone d'argento - Premio speciale per la regia alla 65ª Mostra internazionale d'arte cinematografica di Venezia per il film Bumažnyj soldat (2008).

## Filmografia

### Lungometraggi
- Poslednij poezd (2003)
- Garpastum (2005)
- Bumažnyj soldat (2008)
- Kim, episodio di Korotkoe zamykanie (2009)
- Pod ėlektričeskimi oblakami (2015)
- Dovlatov - I libri invisibili (Dovlatov) (2018)
- Delo (2021)
- Vozduch (2023)